# Boogie on Reggae Woman

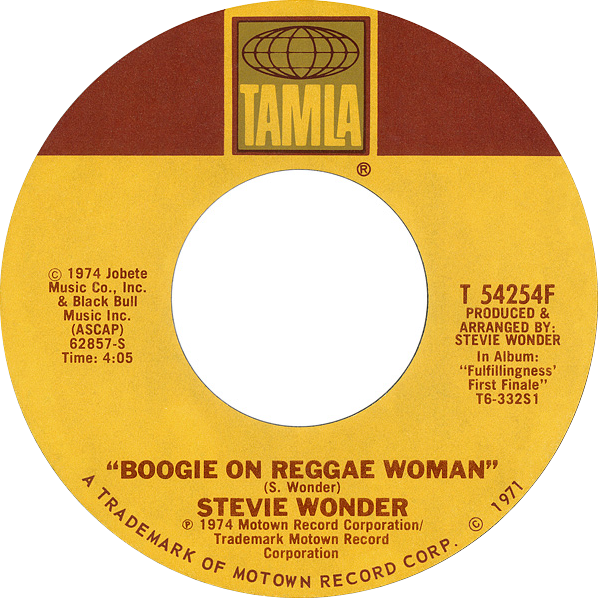

Boogie on Reggae Woman è una canzone scritta, prodotta e registrata da Stevie Wonder nel 1974, pubblicata come secondo singolo estratto dall'album Fulfillingness' First Finale. Nonostante ciò che lasci pensare il titolo del brano, la canzone non è assolutamente in stile reggae.
La canzone rimase per due settimane in vetta alla Billboard R&B Chart.

## Tracce
1. Boogie on Reggae Woman – 4:07
2. Seems So Long – 4:23

## Classifiche
| Classifica (1974-75)   | Posizione più alta |
| ---------------------- | ------------------ |
| U.S. Billboard Hot 100 | 3                  |
| U.S. R&B Chart         | 1                  |
| Regno Unito            | 2                  |
| Italia                 | 2                  |